# Thomas Edward Lawrence
Il tenente colonnello Thomas Edward Lawrence (Tremadog, 16 agosto 1888 – Wareham, 19 maggio 1935) è stato un agente segreto, militare, archeologo e scrittore britannico, nativo del Galles. Conosciuto con lo pseudonimo di Lawrence T. d'Arabia, ebbe diversi altri alias, tra cui quelli di T. E. Smith, T. E. Shaw e John Hume Ross. Ricordato per essere stato uno dei capi della rivolta araba durante la prima guerra mondiale, per la sua attività militare fu decorato con la Legion d'onore.
Archeologo, ufficiale dell'esercito e dei servizi segreti di Sua Maestà britannica e scrittore (fra l'altro tradusse l'Odissea di Omero), Lawrence fu un paladino del nazionalismo arabo: venne ricordato come uno dei più controversi e discussi protagonisti dell'insurrezione delle tribù arabe contro la dominazione ottomana a inizio del Novecento nella zona compresa fra l'Higiaz e la Transgiordania. È sepolto nella chiesa di San Nicola a Moreton, nel Dorset.

## Biografia

### Origini e formazione
(T. E. Lawrence, I sette pilastri della saggezza, 1922)

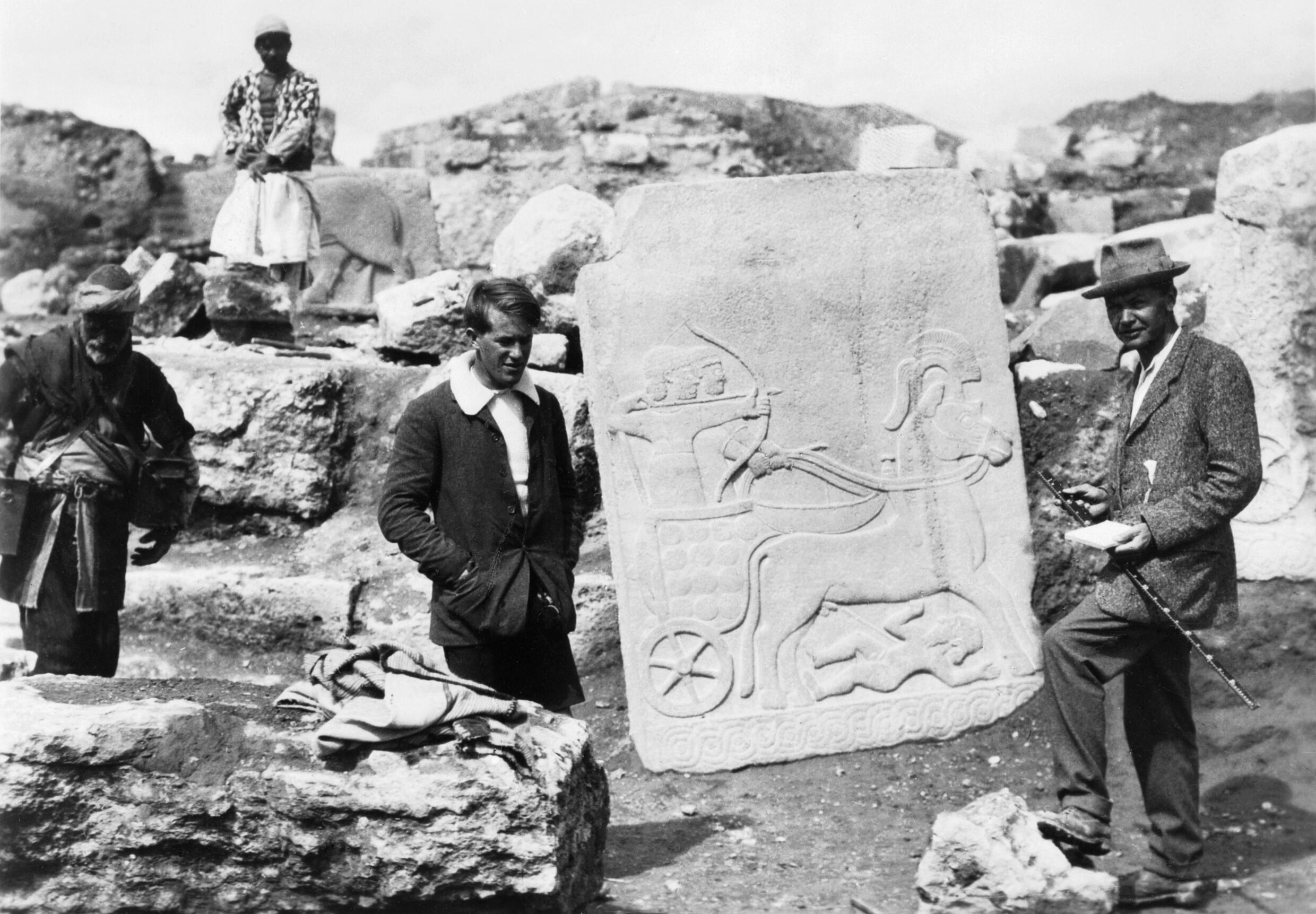
Lawrence con Sir Leonard Woolley

In un cenotafio che si trova in una piccola chiesa del Dorset, a Wareham, a breve distanza dal luogo dell'incidente motociclistico che gli fu fatale, Lawrence è raffigurato abbigliato come un principe della Mecca, i sandali ai piedi, il corpo rivestito con una candida djellaba e, per cuscino, una sella da dromedario. Poco distante alcuni libri e una spada con impugnatura d'oro, a sottolineare il significato della parabola umana - privata e pubblica, politica e artistica - di una delle figure storiche più importanti e complesse del XX secolo.
Condottiero (o solo "sconsiderato soldato di ventura", secondo i suoi detrattori) alla guida della rivolta araba, fu soprattutto uno stratega della guerriglia, tecnica di combattimento per mezzo di veloci incursioni che teorizzerà poi nell'edizione del 1929 della Enciclopedia Britannica.

Per molti biografi, fu solo un mitomane e un millantatore; per i beduini del deserto, suoi compagni nelle lunghe traversate fra le dune, era un condottiero: semplicemente Aurans Iblis, Lawrence il diavolo.

In maniera totalmente autonoma rispetto alle gerarchie militari, Lawrence riorganizzò di fatto le truppe arabe, riunite in un esercito di settantamila uomini. Ponendosi alla loro guida iniziò a compiere azioni di sabotaggio alla linea ferroviaria che congiungeva le città di Damasco e di Medina.

Scopo di questi raid - ispirati a similari tattiche già in uso durante le Guerre boere - era impedire il passaggio dei rifornimenti per i reparti turchi e, nel contempo, sottrarre forti contingenti nemici ad altre azioni difensive su altri fronti.
Secondo di cinque figli illegittimi, nacque da una relazione del padre, Sir Thomas Robert Tighe Chapman, VII baronetto (6 novembre 1846 - 8 aprile 1919), un proprietario terriero anglo-irlandese, l'ultimo dei baronetti Chapman del castello di Killua in Irlanda. Per molti anni visse sotto il nome di Thomas Robert Lawrence, prendendo il nome della sua compagna, Sarah Lawrence, la madre dei suoi cinque figli, uno dei quali era Lawrence. Era, secondo i ritratti d'epoca, di esile costituzione, non molto alto, carnagione chiara, occhi azzurri e biondo di capelli.
Trasferitosi nel 1899 con la famiglia a Oxford, s'iscrisse nello stesso anno alla scuola superiore. Nel 1907, entrato nelle grazie di David George Hogarth (influente esponente dell'associazione Round Table, che lo aveva appoggiato negli studi al Jesus College dell'Università di Oxford e introdotto nell'esclusivo quanto misterioso circolo), incominciò a viaggiare fra la Francia e il Medio Oriente, visitando la Palestina, la Giordania e l'Egitto.
Due anni dopo rientrò da un lungo viaggio in Siria, presentando una tesi di dottorato sui castelli crociati. Nel 1910 fu a Karkemish, fra Siria e Turchia, dove sulle rive dell'Eufrate effettuò ricerche sotto la guida di Sir Leonard Woolley per conto del British Museum. 

### La prima guerra mondiale e la rivolta araba
Arruolato nel 1914 al servizio cartografico dello stato maggiore dell'esercito inglese in Egitto, passò due anni dopo all'intelligence militare e politica; nello stesso anno esplorò Shivta. Nel 1916, quando la prima guerra mondiale era in pieno corso, si svolgeva quella che verrà definita nell'area orientale la rivolta araba. Sul fronte africano il Regno Unito tentava di tenere testa e porre un freno alle forze dell'Impero ottomano, e in questo contesto a Londra sembrò cosa utile cercare di sfruttare il malcontento di una parte degli arabi nei confronti degli ottomani.

L'anello più debole sembrava essere costituito dagli elementi tribali che vivevano da nomadi fra i territori siro-transgiordanici e quelli della penisola araba, dove il controllo ottomano si limitava alle due città sante di La Mecca e Medina e ai punti costieri d'interesse strategico. In questo ambiente un'aura di grandissima popolarità circondava la figura di al-Husayn ibn ‘Alī, sharif della Mecca che, essendo un hascemita, e quindi discendente del profeta Maometto, poteva avere l'autorevolezza necessaria a realizzare la riscossa araba.
Lawrence conseguì la prima importante vittoria il 6 luglio 1917, conquistando il porto di Aqaba, sul Mar Rosso. Da quel momento, preso il comando del contingente arabo con i gradi di tenente colonnello, e ormai diventato Lawrence d'Arabia, si unì al generale Edmund Henry Hynman Allenby, capo delle forze britanniche in Medio Oriente, giungendo ai primi d'ottobre del 1918 a Damasco.

La vittoriosa campagna di Palestina non porterà però agli uomini di Lawrence e Faysal la tanto sospirata unificazione in nazione araba. Infatti, con l'Accordo Sykes-Picot, Francia e Gran Bretagna attribuiranno così i territori conquistati: Libano e Siria, staccati dalle nazioni arabe, verranno posti sotto Mandato francese; la Palestina, la Transgiordania e l'Iraq, sotto Mandato britannico, con l'inizio della colonizzazione del territorio.

Nell'immagine: Lawrence in Palestina fra il 1920 e il 1925.
L'alto commissario britannico Sir Henry McMahon fu incaricato di avviare discreti contatti epistolari con al-Husayn b. ʿAlī, al termine dei quali l'accordo trovato prevedeva il riconoscimento del Foreign Office dell'indipendenza degli arabi all'interno di confini tuttavia non meglio identificati, che lo sharif intese come definiti dall'area geografica in cui si parlava la lingua araba, mentre Londra preferì rimanere volutamente nel vago e nell'ambiguità.
Come fecero subito sapere infatti i sovietici all'indomani della loro vittoriosa rivoluzione, la Gran Bretagna e la Francia (tramite i loro ministri Sykes e Picot) avevano programmato di attuare una cinica politica da "doppio binario", ben intenzionate a spartirsi fra loro i domini ottomani una volta che Istanbul e i suoi alleati degli imperi centrali fossero stati sconfitti, e dall'altro a fare generose offerte d'indipendenza agli arabi.
T. E. Lawrence, profondo conoscitore dei costumi e della cultura araba, specie dell'architettura di età omayyade, che operava come agente dell'Intelligence britannica al Cairo, era a conoscenza di queste circostanze. Sperava tuttavia che se gli arabi si fossero trovati in una posizione dominante alla fine della guerra "il buon senso avrebbe consigliato le Grandi Potenze nella direzione di una giusta risoluzione per le loro rivendicazioni". Egli fu distaccato con funzioni di "consigliere militare" presso il figlio dello sharif della Mecca, Fayṣal ibn al-Ḥusayn ibn ʿAlī, futuro primo monarca del Regno d'Iraq, delegato dal padre a guidare militarmente la rivolta araba che egli aveva nel frattempo proclamato.
Come truppe arabe combattenti Faysal poteva contare su un buon numero di elementi tribali - fra cui un ruolo importante ebbe ʿAwda Abū Tayy, della tribù dei Banū Tayy - oltre che su un certo numero di volontari, impregnati per lo più di cultura europea e di quegli stessi ideali nazionalistici che si erano imposti nel Vecchio Continente nel corso di tutto il XIX secolo.
È stato scritto che il 21 gennaio 1919 all'inaugurazione della Conferenza della pace «Feisal cerca di convincere gli alleati a rispettare le promesse fatte agli arabi», ma trova soltanto «il veto categorico di Clemenceau e il sorridente diniego di Lloyd George». Lawrence, che segue i negoziati come consigliere politico di Churchill al Colonial Office, esasperato e sconfitto nel suo progetto, arriva a nutrire un tale odio per i francesi che «Quando questi gli conferiscono la loro croce di guerra, Lawrence l'attacca al collare del suo cane».

### I sette pilastri della saggezza
Amareggiato dagli eventi post-bellici, in cui nonostante il successo agli arabi non venne riconosciuta l'indipendenza, ma invece i territori furono spartiti da Gran Bretagna e Francia, Lawrence, con gesto clamoroso, dopo aver preso parte alla Conferenza per la pace del 1919, si dimise dalla carica di consigliere politico degli Affari Arabi e dall'esercito giungendo a rifiutare la carica di viceré delle Indie; rifiutò anche la prestigiosa Victoria Cross (per le sue brillanti azioni militari) proprio mentre Sua Maestà stava per consegnargliela, lasciando lo sbigottito sovrano Giorgio V del Regno Unito letteralmente "con la scatola in mano".
Dal 1922, in cerca di una nuova identità, Lawrence cancellò la propria, diventando via via il soldato carrista T.E. Smith, quindi l'aviere T.E. Shaw e infine l'aviere meccanico John Hume Ross, nome con il quale si arruolò nella RAF. Da lì a sette anni sarà espulso due volte e altrettante nuovamente arruolato.

Lawrence fu al centro di un incidente poco conosciuto avvenuto la sera del 17 maggio 1919 all'aeroporto romano di Centocelle. Durante uno scalo tecnico nel trasferimento dall'Inghilterra verso Il Cairo, il suo aereo - a causa della scarsa visibilità - si capovolse: due dei membri dell'equipaggio morirono mentre gli altri, fra cui lo stesso Lawrence, rimasero leggermente feriti.
Avuta notizia dell'incidente, il re Vittorio Emanuele III si recò personalmente a trovare Lawrence ricoverato in ospedale.

Nelle immagini: qui a destra, Lawrence mentre prova un prototipo di scooter (India britannica, 1926-1928); a sinistra in alto nel box: in sella a una Brough Superior SS100
Decise quindi di ritirarsi a vita privata in Inghilterra e per qualche tempo vi riuscì, dedicandosi alla stesura de I sette pilastri della saggezza (The Seven Pillars of Wisdom), libro di memorie (ma anche racconto poetico) che avrà una pubblicazione in forma ridotta con il titolo La rivolta nel deserto nel 1927. Nel 1936 fu pubblicata postuma una versione - la più conosciuta - più vicina a quella integrale, la quale finalmente arrivò alle stampe solo nel 1997. Nell'opera racconta l'impresa compiuta con Faysal e altri capi delle tribù arabe, appoggiando la rivolta antiturca proclamata da Hussein, sharif della Mecca, nella più totale assimilazione dello stile di vita beduino nel deserto d'Arabia, teatro della guerra fino alla conquista di Damasco insieme con Allenby. 
In un "capitolo cancellato" dei Sette pilastri, che è riapparso nel 2022 in occasione di un'asta tenutasi in Inghilterra, Lawrence rivela di provare "amara vergogna" ("bitter shame") per il trattamento ricevuto dagli arabi suoi amici e alleati, alla fine della guerra, da parte del Regno Unito: 
In quel periodo venne pubblicata anche la sua tesi di laurea, Castelli crociati. L'esperienza vissuta, sotto falso nome, nel 1922 come semplice aviere nella RAF, sarà invece raccontata in un altro libro, The Mint (pubblicato anch'esso postumo nel 1955; in Italia il titolo del libro era L'aviere Ross, è stato nuovamente pubblicato da Adelphi nel 1996 con il titolo Lo stampo).

### Gli ultimi anni, l'incidente e la morte
Negli ultimi anni , per il tramite della RAF, fece a più riprese dal 1924 fino alla morte a favore di diverse persone, fra cui due signore, con una delle quali, un'insegnante di nome Ruby Bryant, si dice avesse contratto matrimonio. Questo e altri episodi sarebbero avvalorati - anche se i biografi non sempre concordano - da documenti resi pubblici dal Public Record Office britannico; fra essi un carteggio composto da diari e lettere consegnato dopo la sua morte alla Bodleian Library di Oxford dal fratello Arnold. 
Nel 1935 Lawrence venne congedato definitivamente e si ritirò a Clouds Hill, presso Bovington, nella contea del Dorset. Il 13 maggio di quello stesso anno, mentre percorreva sulla sua motocicletta Brough Superior una piccola strada di campagna, Lawrence rimase vittima di un incidente, secondo molti non casuale, le cui dinamiche non sono mai state chiarite.. La versione ufficiale fu che fosse uscito fuori strada per evitare due bambini in bicicletta che comparirono improvvisamente in mezzo alla strada. Ne uscì in coma e morì pochi giorni dopo, il 19 maggio, nella casa di campagna dove abitava, venendo commemorato con dei funerali di Stato.

## Influenza culturale

### Teatro
- Le sue epiche gesta vennero raccontate da un giovane statunitense, Lowell Thomas, il suo primo biografo ufficiale[senza fonte], che all'età di 25 anni si era recato in Medio Oriente con un fotografo in cerca di storie vere da cui trarre ispirazione per costruire uno spettacolo[5]. Thomas conobbe Lawrence in Egitto e rimase colpito dal suo abbigliamento: nonostante l'inglese fosse un ufficiale dell'esercito, indossava abiti arabi tradizionali anziché l'uniforme di Sua Maestà. L'americano stette con lui qualche giorno, allo scopo di raccogliere gli aneddoti che gli potevano servire per costruire il suo show. Lo spettacolo ebbe il nome accattivante di L'ultima crociata: Thomas riuscì a farla programmare al Century Theatre di New York nel marzo 1919, con il pieno sostegno del «New York Globe»[6]. Poche settimane dopo, visto il successo ottenuto, fu riproposto al Madison Square Garden, molto più capiente. Successivamente un impresario inglese decise di portare lo spettacolo a Londra, dove fu rappresentato nelle sale più importanti: la Royal Opera House a Covent Garden e l'Albert Hall. Anche in Gran Bretagna ottenne un lusinghiero successo, rimanendo in cartellone per sei mesi[5]. Nella capitale britannica Thomas tenne anche una conferenza-spettacolo dedicata a Lawrence intitolata Travelogues.[7].

### Videogiochi
- Lawrence è stato interpretato da Jack Lowden nel videogioco del 2016, Battlefield 1, come personaggio secondario del protagonista Zara Ghufran, nella campagna singleplayer "Nulla è scritto".
- I viaggi intrapresi da Lawrence in Siria e in Francia sono raccontati in Uncharted 3: L'inganno di Drake.

### TV e cinema

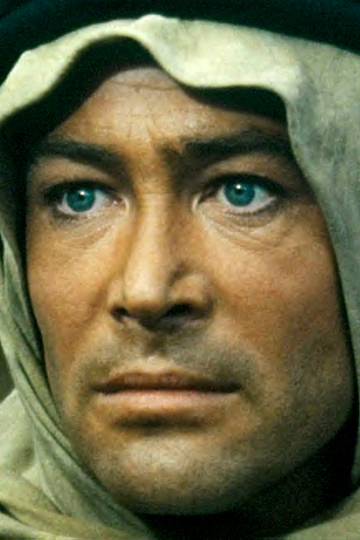
Thomas Edward Lawrence interpretato da Peter O'Toole in Lawrence d'Arabia (1962)

- Lawrence d'Arabia (film colossal del 1962 diretto da David Lean, vincitore di sette Premi Oscar, tra cui quelli per il miglior film e la miglior regia.)
- Le avventure del giovane Indiana Jones: nell’episodio intitolato "Egitto, maggio 1908", Henry Jones Jr. intraprende un viaggio intorno al mondo con i suoi genitori e la sua nuova tutrice, Miss Seymour. Mentre Henry Jones Sr. tiene conferenze in alcune delle più grandi università del mondo, il giovane Henry impara le lezioni che un giorno lo renderanno l'avventuriero Indiana Jones. In questo episodio incontra Lawrence d'Arabia presso le piramidi d'Egitto e affronta una delle grandi domande della vita: se molte persone hanno molte credenze, quale religione è quella vera?
- Lawrence of Arabia: The Battle for the Arab World, di James Hawes. PBS Home Video, 21 ottobre 2003.

### Musica
- A Lawrence è dedicata la seconda traccia dell'album The Great War della band power metal svedese Sabaton, dal titolo "Seven Pillars of Wisdom".

- A Lawrence è dedicata l’omonima canzone nell’album Rajaz registrato in studio dal gruppo musicale inglese Camel nel 1999.

## Opere

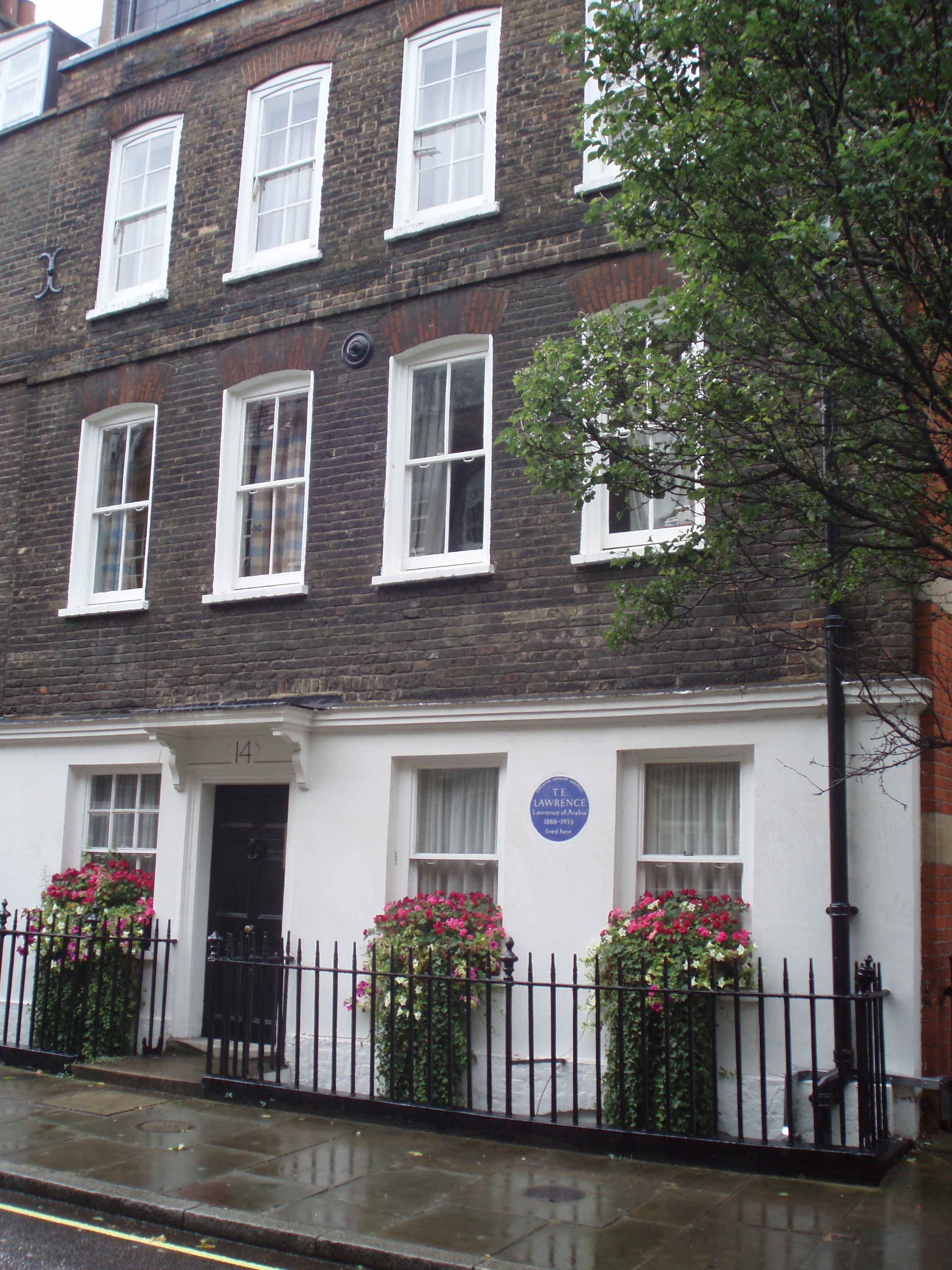
La casa di Londra, al 14 di Barton St., in cui Lawrence visse nel periodo in cui scrisse Seven Pillars of Wisdom

- La guerriglia nel deserto (The Evolution of a Revolt, 1921), Prefazione di Olivier Rolin, Collana Le Occasioni, Bagno a Ripoli, Passigli, 2006, ISBN 978-88-368-0978-3.
- I sette pilastri della saggezza (Seven Pillars of Wisdom, 1922)
- Revolt in the Desert, 1927 [prima stesura de Seven Pillars of Wisdom]
  - La rivolta nel deserto, trad. e Prefazione di Arrigo Cajumi, Milano, Mondadori, Milano, 1929; Milano, Il Saggiatore, 2004; Milano, Net, 2007.
  - La rivolta nel deserto, trad. di Rita Gatti, Introduzione di Luigi Goglia, Collana Grandi Tascabili Economici, Roma, Newton, 2006.
  - La Rivolta Araba, trad. e cura di Fabrizio Bagatti, Collana Archivi storici, Fidenza, Mattioli 1885, 2024, ISBN 978-88-626-1907-3.
- Guerriglia. Guerrilla, traduzione di S. Franceschetti, a cura di M. Dotti, Collana Euro, Roma, Stampa Alternativa, 2002,  p. 48, ISBN 978-88-722-6726-4. [saggio scritto per l'Encyclopædia Britannica, apparso nel 1929]
- The Mint, 1936, 1955 (il titolo, tradotto letteralmente, significa la zecca o la matrice)
  - L'aviere Ross, trad. di Agostino Lombardo, Collana Saggi, Milano, Garzanti, 1955; Collana Cahiers, Roma, Castelvecchi, 2017, ISBN 978-88-328-2002-7.
  - Lo stampo, trad. di F. Bovoli, Milano, Adelphi, Milano, 1996, ISBN 978-88-459-1197-2.
- Crusader Castles, 1936
  - I castelli dei crociati, a cura di Franco Cardini, trad. di M. Grazia Chiappori, Venezia, Arsenale Editrice, 1989; Prefazione di F. Cardini, Introduzione e cura di Denys Pringle, Collana Cahiers, Roma, Castelvecchi, 2018, ISBN 978-88-694-4699-3.
  - Castelli crociati, a cura di Mario Rista, Torino, Cerriglio, 2003.
- Lettere (The Letters of T.E. Lawrence, 1938), trad. di Marco Lombardi, Longanesi, Roma, 1942.
- Dispacci segreti (Secret Desptches from Arabia, 1939), a cura di G. Polizzi e A. Cino Boccazzi, trad. di Nicoletta Penati, Biblioteca storica, Pordenone, Edizioni Studio Tesi, 1988, ISBN 978-88-769-2118-6.
- Uomini nel deserto, articoli scritti tra il 1911-1935, inediti per l'Italia, scelti, tradotti e annotati da Fabrizio Bagatti, Collana Père Lachaise, Firenze, Edizioni Clichy, 2017, ISBN 978-88-679-9340-6.
- Lawrence d'Arabia: i rapporti segreti della Rivolta Araba, a cura di Fabrizio Bagatti, Collana Contemporanea, Milano, Luni Editrice, 2019, ISBN 978-88-798-4661-5.

### Traduzioni
- Adrien Le Corbeau, The Forest Giant (Le Gigantesque), 1924 (romanzo dal francese).
- Omero, The Odyssey, (poema dal greco).